# نادر فرجاني
نادر عبد المقصود فرجاني هو عالم اجتماع واقتصادي مصري ، وهو مدير مركز البحوث المصري المشكاة. توفى 31 ديسمبر 2024

## الحياة
ولد فرجاني في 20 أغسطس 1944 في الجيزة ، وقد حصل على درجة البكالوريوس عام 1963 من كلية الاقتصاد والعلوم السياسية بجامعة القاهرة، ثم واصل دراسته في جامعة نورث كارولينا وحصل على الدكتوراه هناك في عام 1970.
نشر فرجاني في مجال علم السكان والهجرة وسوق العمل والتعليم والتنمية في مصر والدول العربية الأخرى.
قام بإجراء أبحاث لعدد كبير من المعاهد المصرية والدولية، وهو مستشار للعديد من المنظمات العربية والدولية ، مثل معهد التخطيط القومي ، والمجلس القومي للسكان ، والجهاز المركزي للتعبئة والإحصاء ، والجامعة الأمريكية بالقاهرة ، ومقراتها جميعا في القاهرة. علاوة على ذلك ، أجرى بحثًا للمعهد العربي للتدريب والبحوث الإحصائية في بغداد والمعهد العربي للتخطيط في الكويت وكلية سانت أنتوني في أكسفورد بالمملكة المتحدة .

## قائمة المراجع
فرجاني هو المؤلف الرئيسي لتقرير التنمية البشرية العربية لعام 2002، تم تكريم هذا التقرير في عام 2003 بجائزة الأمير كلاوس من هولندا وكان الأول من سلسلة تقارير في هذا المجال تلت ذلك في السنوات اللاحقة، تم إعداد هذه التقارير من قبل عدد كبير من العلماء. علاوة على ذلك ، من منشوراته :
- 1974: مقدمة في التحليل الديمغرافي
- 1975: العلاقة بين مستوى الخصوبة والتنمية المجتمعية: والآثار المترتبة على التخطيط للحد من الخصوبة: ممارسة في النمذجة الإحصائية الكلية
- 1981: دور العمالة المصرية في قطاع البناء في الكويت
- 1987: الفروق في هجرة العمالة ، مصر (1974-1984)
- 1981: مراقبة أوضاع الفقراء في العالم الثالث: بعض جوانب القياس
- 2001: التنمية البشرية واكتساب المعرفة المتقدمة في الدول العربية : دور التعليم العالي والبحث والتطوير التكنولوجي